# Antermoiasee
Der Antermoiasee (italienisch Lago d’Antermoia, ladinisch Lech de Antermoa) ist ein Bergsee in den Dolomiten im Trentino. Er liegt in der Rosengartengruppe im Gemeindegebiet von Mazzin im Fassatal auf einer Höhe von knapp 2500 m s.l.m. Um den See ranken sich zahlreiche Legenden, die unter anderem auch mit der Person von Oswald von Wolkenstein verbunden sind.

## Geographie
Es handelt sich um einen Karstsee und um den einzigen See in der Rosengartengruppe. Er befindet sich am Ende des Kars Vallon de Antermoia und hat sich hinter einem Bergsturz, der von der Croda da Lago abgerutscht ist und einen etwa 4 bis 5 m hohen Damm bildete, aufgestaut. In unmittelbarer Nähe des Sees liegt die Antermoiahütte.
Der Antermoaisee hat in etwa eine Dreiecksform. Das Ufer ist steinig und fällt an seiner zerklüfteten Südwestseite zum Teil senkrecht ab. In schneereichen Wintern halten sich hier fast das ganze Jahr über Schneefelder und Lawinenkegel. An der etwas sanfter abfallenden Nordostseite führt ein Wanderweg durch ein Schuttfeld mit großen Steinblöcken am See vorbei.
Gespeist wird der See überwiegend durch Schmelzwasser und Niederschläge, die durch das Antermoiakar in den See abfließen. Aufgrund dessen ist der Wasserstand und die Größe des Sees stark von saisonalen Schwankungen abhängig, so dass er eine Fläche von 1,57 bis 2,57 Hektar bedecken kann. Der Antermoiasee verfügt über keinen direkten Abfluss. Sein Sickerwasser speist eine unterhalb des Sees liegende Quelle, des durch das Udaital abfließenden Baches.

## Flora & Fauna
Das Ufer ist fast vollkommen vegetationslos, nur einzelne mit Gras und Moosen bewachsene Stellen am Nordostufer sorgen für etwas Grün in der sonst mondähnlichen Landschaft. Das Wasser hat eine blau-grüne Farbe und ist sehr planktonreich, auch wenn die Anzahl der Spezies beschränkt ist, was auf eine hohe ökologische Spezialisierung aufgrund der Standortbedingungen hinweist. Fische sind im Antermoiasee nicht heimisch.